# Anton Heinen
Anton Heinen (* 12. November 1869 in Buchholz; † 3. Januar 1934 in Rickelrath) war ein deutscher katholischer Priester und Erwachsenenpädagoge.

## Biografie
Anton Heinen wurde 1869 als Sohn eines Lehrers im heute verschwundenen Buchholz bei Bedburg geboren. Nachdem er 1889 in Bedburg sein Abitur erlangte, studierte er in Bonn Theologie und Philosophie. 1893 wurde er zum Priester geweiht, leitete als Kaplan einen Gesellenverein und arbeitete ab 1909 als Apologet in der Mönchengladbacher Zentrale des Volksvereins für das katholische Deutschland. Er publizierte im vereinseigenen Verlag und schrieb Artikel für das Lexikon der Pädagogik, das Staatslexikon, das Handbuch der Erziehungswissenschaften und andere Sammelwerke. Sein besonderes Anliegen war die Erwachsenenbildung. So gehörte er dann auch mit seinem Freund Robert von Erdberg zum inneren Führungskreis des Hohenrodter Bundes.
Bis 1932 leitete er das Franz-Hitze Haus in Paderborn und war in seinen letzten Lebensjahren als Pfarrer in Rickelrath tätig.

## Ehrungen
Mehrere Schulen und Bildungseinrichtungen wurden nach Anton Heinen benannt.

## Werke (Auswahl)
- Aus ewigen Quellen. Volksverein-Verlag. Mönchengladbach 1929
- Das Schwalbenbüchlein. Wie eine Mutter ihr Heim belebt. Volksverein-verlag. Mönchengladbach 1926